# Pentheroscion
Pentheroscion is een monotypisch geslacht van straalvinnige vissen uit de familie van ombervissen (Sciaenidae).

## Soort
- Pentheroscion mbizi (Poll, 1950)